# 팔도 노랭이
팔도 노랭이는 한국에서 제작된 심우섭 감독의 1970년 영화이다. 구봉서 등이 주연으로 출연하였고 김태수 등이 제작에 참여하였다.

## 출연

### 주연
- 구봉서
- 김희갑
- 서영춘

## 제작진
- 조명: 차정남
- 미술: 이문현